# Anancistrogera isseli
Anancistrogera isseli är en insektsart som först beskrevs av Griffini 1913.  Anancistrogera isseli ingår i släktet Anancistrogera och familjen Gryllacrididae. Inga underarter finns listade i Catalogue of Life.